# Arena rock
L'arena rock, parfois appelé stadium rock, anthem rock, ou corporate rock, industry rock) est une forme de rock jouée dans de très vastes lieux comme des stades souvent dans le cadre de tournées. Les groupes spécialisés dans cette forme musicale viennent le plus souvent du milieu du hard rock, du heavy metal ou du rock progressif mais choisissent une approche plus commerciale, formatée et proposant des morceaux de hard rock et des ballades dont les refrains peuvent être facilement repris par les spectateurs.

## Histoire
Les origines de l'arena rock remontent aux années 1960. On donne parfois la date de 1965 lorsque les Beatles se produisent au Shea Stadium de New York. Les festivals musicaux comme ceux de Monterey en 1967 ou de Woodstock en 1969 ont aussi influencé le genre tout comme les concerts des groupes The Rolling Stones, Grand Funk Railroad et Led Zeppelin qui jouent dans d'immenses stades lors de leurs tournées américaines. Avec les années, les progrès de l'amplification du son permettent aux groupes de se produire dans des lieux toujours plus vastes et l'utilisation de fumée, de feux d'artifice et de jeux de lumières devient la norme. Il est suggéré que la fin des années 1960 et les désillusions qui marquent cette période, surtout après le concert d'Altamont en 1969, ont poussé les groupes vers cette forme plus commerciale de rock. Parmi les groupes habitués à ce genre de performance se trouvent Journey, REO Speedwagon, Foreigner, Styx, Kiss, Peter Frampton Boston et Queen,.
Ces groupes sont souvent sponsorisés et le genre est alors surnommé de façon péjorative corporate rock. Tout cet aspect commercial et grandiloquent entraîne par réaction le développement d'autres formes musicales comme le pub rock et le punk. Les années 1980 voient l'arena rock être l'apanage de groupes de glam metal comme Aerosmith, Mötley Crüe, Quiet Riot, Twisted Sister. Leur popularité est mise à mal par l'apparition de groupes plus alternatifs comme Nirvana au début des années 1990.

## Groupes représentatifs
Les groupes représentatifs du genre incluent notamment : Journey, Toto, Styx, Boston, Foreigner, REO Speedwagon, Eagles, Loverboy, Aerosmith, Kiss, Queen, Led Zeppelin, Bon Jovi, Def Leppard, Survivor, Europe, U2, Marillion, Deep Purple, Van Halen, Ghost et The Rolling Stones.